# Blanca Sendino
Blanca Sendino (Madrid, 22 de diciembre de 1927 - íd., 15 de marzo de 2010) fue una actriz española.

## Biografía
Formada en el Teatro Español Universitario, participa, en 1952, en el estreno de Tres sombreros de copa, de Miguel Mihura, con dirección de Gustavo Pérez Puig. En 1955 triunfa con la obra La Celestina, donde interpreta el papel protagonista a las órdenes de Salvador Salazar. Por este papel obtuvo el Premio Internacional de Teatro de Erlangen (Alemania) en 1955 y elogiosas críticas en España, Italia y Alemania. En 1974 consiguió el Premio de Mejor Actriz en el Festival de Teatro Clásico de Almagro por De fuera vendrá quien de casa nos echará. 
Su carrera sobre las tablas incluye títulos como La desconocida de Arrás, La visita inesperada, La venganza de Don Mendo, La marquesa Rosalinda, La ratonera, Las de Caín, No hay novedad, Doña Adela,El cántaro roto o El amor es un potro desbocado.  
Su trayectoria cinematográfica no fue muy amplia, mereciendo mención su participación en Marcelino, pan y vino (1955) y La residencia (1969), de Chicho Ibáñez Serrador, Los caballeros del botón de ancla o Redondela.
 La decente (1971)
Mucho más abultada fue su carrera en la pequeña pantalla, con decenas de títulos en series y espacios de teatro televisado, como Estudio 1.

## Filmografía
- Marcelino, pan y vino; dirección: Ladislao Vajda, (1955)
- La residencia; dirección: Narciso Ibáñez Serrador, (1969)
- Melodrama infernal (cortometraje); dirección: Josefina Molina, (1969)
- Gigantes y cabezudos; dirección: José Antonio Páramo, (1969)
- La decente; dirección: José Luis Sáenz de Heredia, (1971)
- La casa de las palomas; dirección: Claudio Guerín, (1972)
- Los caballeros del botón de ancla; dirección: Ramón Torrado, (1974)
- Cómo matar a papá sin hacerle daño; dirección: Ramón Ferández, (1975)
- Redondela; dirección: Pedro Costa, (1987)

## Trayectoria en televisión
- A su servicio
  - El cuchillo cruel (28 de Febrero de 1995)
- Esa clase de gente
  - Episodio 1 (17 de Enero de 1990)
  - Episodio 7 (28 de Febrero de 1990)
  - Episodio 8 (07 de Marzo de 1990)
  - Episodio 9 (14 de Marzo de 1990)
  - Episodio 10 (21 de Marzo de 1990)
  - Episodio 11 (28 de Marzo de 1990)
  - Episodio 13 (11 de Abril de 1990)
- Gatos en el tejado 
  - Palos y astillas (14 de octubre de 1988)
- Clase media  
  - El diagnóstico (Abril-Mayo 1905), (26 de Enero de 1987)
  - El crimen horrendo (Octubre 1905), (02 de Marzo de 1987)
- Nunca es tarde
  - Episodio 1 (29 de Mayo de 1984)
  - Episodio 2 (05 de Junio de 1984)
  - Episodio 3 (12 de Junio de 1984)
  - Episodio 4 (19 de Junio de 1984)
- Movie Macabre
  - The house that screamed (10 de Octubre de 1981)
- Teatro breve 
  - Los milagros del jornal (15 de noviembre de 1979)
- Teatro estudio
  - Adiós, señorita Ruth (08 de Noviembre de 1978)
- Las viudas
  - Viuda habilidosa (19 de abril de 1977)
- Curro Jiménez
  - Los rehenes (2 de marzo de 1977)
- Teatro Club
  - La espera injuriosa (15 de Febrero de 1977)
- El quinto jinete
  - El misterio de Madame Crowl (12 de Enero de 1976)
- Cuentos y leyendas
  - Ópera en Marineda (14 de enero de 1975)
  - La mortaja (1975)
- El teatro 
  - Así es, así os parece (4 de noviembre de 1974)
  - Lo invisible (31 de Marzo de 1975)
- Ficciones
  - Pillos, campesinos y tambores (19 de Agosto de 1974)
- Los libros
  - En la vida y en la muerte (21 de Mayo de 1974))
  - Una crónica de Madrid (14 de Junio de 1976)
- Noche de teatro 
  - Águila de blasón (17 de mayo de 1974)
- Juan y Manuela
  - Episodio 1 (16 de abril de 1974)
  - Episodio 2 (30 de Abril de 1974)
  - Episodio 4 (14 de mayo de 1974)
  - Episodio 7 (11 de Junio de 1974)
  - Episodio 8 (18 de Junio de 1974)
  - Episodio 9 (25 de Junio de 1974)
  - Episodio 10 (02 de Julio de 1974)
  - Episodio 12 (16 de julio de 1974)
  - Episodio 13 (23 de Julio de 1974)
- La cometa naranja
  - El hombre que perdió su sombra (10 de Marzo de 1974)
  - Riquet, el de Copete (08 de Julio de 1974)
- Si yo fuera rico
  - 14 de noviembre de 1973
- Historias de Juan Español
  - Juan Español y la verdad (05 de Noviembre de 1973)
- A través de la niebla
  - Morella (1 de noviembre de 1971)
- Obra completa
  - Cuatro encuentros (10 de Septiembre de 1971)
- La tía de Ambrosio
  - El cumpleaños de Patro (30 de Abril de 1971)
  - El balance (07 de Mayo de 1971)
  - Rosita (28 de Mayo de 1971)
- Teatro de misterio 
  - La cuerda (17 de agosto de 1970)
- Remite Maribel
  - Un poco de esperanza (12 de agosto de 1970)
- Diana en negro
  - Blanco no significa inocencia (17 de Abril de 1970)
- La risa española 
  - Un drama en el quinto pino (22 de agosto de 1969)
- Pequeño estudio
  - Un mal negocio (21 de mayo de 1969)
  - Deja tu esperanza en el balcón (7 de enero de 1970)
- Cuentos de Chejov
  - La dote (16 de Febrero de 1969)
  - El drama (1969)
- Hora once
  - Ligazón (28 de abril de 1968)
  - Una cruz para Electra (15 de junio de 1969)
  - El canto de la muerte (30 de Octubre de 1969)
  - Los disecados (17 de enero de 1970)
  - Los caprichos de Mariana (02 de Febrero de 1970)
  - Aguas primaverales (20 de mayo de 1971)
  - La leyenda de Zuma (25 de marzo de 1972)
  - De la misma sangre (20 de mayo de 1972)
  - El caballero de las botas azules (29 de Enero de 1973)
- Telecomedia de humor 
  - Tienda de modas (11 de febrero de 1968)
- Las doce caras de Juan
  - Libra (28 de octubre de 1967)
- Escuela de matrimonios
  - La mamá política (07 de Abril de 1967)
  - Maridos a gogó (16 de Junio de 1967)
- Teatro de siempre
  - Los pastores (26 de diciembre de 1966)
  - Las bodas de Fígaro (26 de Mayo de 1967)
  - El cántaro roto (8 de diciembre de 1967)
  - Aulularia (26 de septiembre de 1968)
  - Tres sombreros de copa (06 de Noviembre de 1969)
  - La salvaje (05 de Enero de 1970)
  - Hamlet en los suburbios (4 de mayo de 1970)
  - De fuera vendrán que de casa nos echarán (13 de julio de 1970)
  - Mañanas de abril y mayo (20 de julio de 1970)
  - El arbitraje (10 de Septiembre de 1970)
- Estudio 1
  - La chica del gato (9 de febrero de 1966)
  - Dios con nosotros (27 de abril de 1966)
  - Cena de Navidad (21 de diciembre de 1966)
  - Baile en Capitanía (28 de Diciembre de 1966)
  - El señor Adrián, el primo (02 de Agosto de 1967)
  - El caballero de las espuelas de oro (14 de mayo de 1968)
  - Doña Clarines (23 de julio de 1968)
  - ¡Sublime decisión! (6 de octubre de 1968)
  - Señora ama (15 de diciembre de 1968)
  - Las de Caín (14 de enero de 1969)
  - El abuelo (18 de febrero de 1969)
  - El collar (18 de Marzo de 1969)
  - El teatrito de Don Ramón (1 de julio de 1969)
  - Una mujer cualquiera (07 de Octubre de 1969)
  - El mejor mozo de España (16 de abril de 1970)
  - Las bodas de Fígaro (12 de marzo de 1971)
  - Las aleluyas del señor Esteve (22 de octubre de 1971)
  - Retablo de las mocedades del Cid (03 de Diciembre de 1971)
  - La casa de Quirós (21 de Enero de 1972)
  - El Padre Pitillo (9 de mayo de 1972)
  - El complejo de Filemón (31 de agosto de 1973)
  - Raíces (5 de mayo de 1975)
  - Los comuneros (08 de Junio de 1978)
  - El milagro de Ana Sullivan (20 de julio de 1978)
  - Adiós, señorita Ruth (8 de noviembre de 1978)
  - El difunto Christopher Bean (3 de febrero de 1980)
  - Señora ama (14 de diciembre de 1980)
  - La moza del cántaro (9 de enero de 1981)
  - Hoy es fiesta (20 de marzo de 1981)
- Novela

- - El 26 de Octubre (14 de Septiembre de 1965)
  - La tragedia vive al lado (11 de Enero de 1966)
  - La tragedia vive al lado II (11 de Enero de 1966)
  - La tragedia vive al lado III (12 de Enero de 1966)
  - La tragedia vive al lado V (14 de Enero de 1966)
  - El testamento IV (02 de Febrero de 1966)
  - Resurrección II (15 de Febrero de 1966)
  - Resurrección V (18 de Febrero de 1966)
  - El señor de Bembibre (30 de Mayo de 1966)
  - El rayo de Luna IV (02 de Enero de 1969)
  - El crimen de Lord Arthur (13 de enero de 1969)
  - Nosotros, los Rivero VIII (11 de Junio de 1969)
  - David Copperfield (16 de diciembre de 1969)
  - David Copperfield IX (25 de Diciembre de 1969)
  - David Copperfield XIV (01 de Enero de 1970)
  - David Copperfield XVI (05 de Enero de 1970)
  - David Copperfield XXI (12 de Enero de 1970)
  - David Copperfield XXII (13 de Enero de 1970)
  - David Copperfield XXIII (14 de Enero de 1970)
  - David Copperfield XXIV (15 de Enero de 1970)
  - Eugenia de Montijo IX (12 de Marzo de 1970)**
  - Eugenia de Montijo X (13 de Marzo de 1970)
  - Stepanchicovo (18 de Mayo de 1970)
  - La pequeña Dorrit III (30 de Diciembre de 1970)
  - La pequeña Dorrit VII (05 de Enero de 1971)
  - La pequeña Dorrit VIII (06 de Enero de 1971)
  - La pequeña Dorrit IX (07 de Enero de 1971)
  - Ensayo general para un Siglo de Oro II (16 de Febrero de 1971)
  - Ensayo general para un Siglo de Oro VIII (24 de Febrero de 1971)
  - Los miserables (19 de Abril de 1971)
  - Los miserables II (20 de Abril de 1971)
  - El primer amor de Desirée IX (01 de Juñio de 1971)
  - El primer amor de Desirée X (02 de Julio de 1971)
  - Enrique de Lagardere III (28 de Julio de 1971)
  - Enrique de Lagardere IV (29 de Julio de 1971)
  - Enrique de Lagardere V (30 de Julio de 1971)
  - Martín Rivas (13 de noviembre de 1972)
  - Humillados y ofendidos (02 de Enero de 1973)
  - La feria de las vanidades IV (23 de abril de 1973)
  - La feria de las vanidades XX (19 de Mayo de 1973)
  - La feria de las vanidades XXII (21 de Mayo de 1973)
  - Oblomov (20 de Mayo de 1974)
  - Oblomov II (22 de Mayo de 1974)
  - Oblomov IV (24 de Mayo de 1974)
  - Oblomov VI (29 de Mayo de 1974)
  - Oblomov VII (30 de Mayo de 1974)
  - Oblomov VIII (30 de Mayo de 1974)
  - Oblomov IX (31 de Mayo de 1974)
  - Oblomov XI (04 de Junio de 1974)
  - Oblomov XII (05 de Junio de 1974)
  - Oblomov XIV (10 de Junio de 1974)
  - Oblomov XVI (11 de junio de 1974)
  - Oblomov XVII (12 de junio de 1974)
  - Oblomov XVIII (13 de junio de 1974)
  - Oblomov XIX (20 de Junio de 1974)
  - Oblomov XX (21 de Junio de 1974)
  - El viajero de las gafas azules (22 de Septiembre de 1975)
  - El asesinato de Robert Twain (25 de Septiembre de 1975)
  - La pródiga XIII (22 de octubre de 1975)
  - La pródiga XIV (23 de Octubre de 1975)
  - La pródiga XVI (27 de Octubre de 1975)
  - La pródiga XVII (28 de Octubre de 1975)
  - La pródiga XVIII (29 de Octubre de 1975)
  - La pródiga XIX (30 de Octubre de 1975)
  - La pródiga XX (31 de Octubre de 1975)
  - La hija del mar XVII (02 de Marzo de 1976)
  - La hija del mar XVIII (03 de Marzo de 1976)
  - La hija del mar XIX (04 de Marzo de 1976)
  - La hija del mar XX (04 de Marzo de 1976)
  - Las cerezas del cementerio II (12 de Abril de 1977)
  - Las cerezas del cementerio III (13 de Abril de 1977)
  - Las cerezas del cementerio IV (14 de Abril de 1977)
  - Las cerezas del cementerio V (15 de Abril de 1977)
  - Siempre en capilla II (29 de Mayo de 1977)
  - Siempre en capilla III (30 de Mayo de 1977)
  - Siempre en capilla IV (31 de Mayo de 1977)
  - Siempre en capilla V (01 de Junio de 1977)
  - Marta y María (1 de mayo de 1978)
  - Pepita Jiménez (6 de noviembre de 1978)
  - Pepita Jiménez II (07 de Noviembre de 1978)
  - Pepita Jiménez III (08 de Noviembre de 1978)
  - Pepita Jiménez IV (09 de Noviembre de 1978)
  - Pepita Jiménez V (10 de Noviembre de 1978)

- Teatro de humor 
  - Los ladrones somos gente honrada (11 de abril de 1965)
- Escuela de maridos
  - Así empieza la educación de los hijos (24 de Octubre de 1964)
- Historias de mi barrio
  - El pecado del Padre Fabián (23 de Septiembre de 1964)
- 30 grados a la sombra 
  - Papá gasta una broma (8 de agosto de 1964)
- Tras la puerta cerrada
  - Comedia para asesinos (10 de Julio de 1964)
- Primera fila
  - Eloísa está debajo de un almendro (8 de abril de 1964)
  - Eva sin manzana (22 de Abril de 1964)
  - Angelina o el honor de un brigadier (13 de Mayo de 1964)
  - La venganza de Don Mendo (21 de junio de 1964)
  - Invitación al castillo (03 de Marzo de 1965)
  - La vida en un bloc (17 de Marzo de 1965)